# Czebak amurski
Czebak amurski, jaź amurski (Leuciscus waleckii) – gatunek słodkowodnej ryby z rodziny karpiowatych (Cyprinidae).

## Występowanie
Rosja, Mongolia, Chiny, Półwysep Koreański. Zasiedla dorzecze rzeki Amur, w dorzeczu chińskiej rzeki Huang He, spotykany na wyspie Sachalin.  

## Charakterystyka
Dorasta do 37 cm długości.